# Collectio Monastica
La Collectio Monastica (en français, « Collection monastique ») est un livre éthiopien qui comprend des paroles originales des Pères du désert et qui est textuellement indépendant du plus connu Apophtegmes des Pères du désert. Il est publié pour la première fois par Victor Arras en 1963, en s'appuyant sur deux manuscrits distincts probablement issus de sources grecques ou coptes,.
L'ouvrage se compose de soixante-huit chapitres de longueurs différentes. il est constitué de recueils de dictons des Pères du désert, dont la plupart n'ont pas d'équivalent dans l'Apophtegmes des Pères du désert. L'œuvre originale semble avoir été écrite par un moine du Ve siècle qui vivait au désert de Scété ou connaissait les moines qui y vivaient. Il semble également avoir connu Abba Poemen, en raison de plusieurs histoires et paroles uniques qui lui sont attribuées.

## Traductions
- (en) (la) Victor Arras, éd., Collectio monastica, CSCO 238 [avec le texte éthiopien] et CSCO 239 [comprend également une traduction latine] (Louvain : Secrétariat du Corpus SCO, 1963).
- (fr) Lucien Regnault, Les Sentences des Pères du Désert, nouveau recueil : apophtegmes inédits ou inconnus (Sablé-sur-Sarthe : Solesmes, 1970), 287-331. [une autre traduction française partielle à la p. 332-338]
- (la) Victor Arras, éd., Patericon aethiopice, CSCO 277 [texte éthiopien] et CSCO 278 [traduction latine] (Louvain : Secrétariat du Corpus SCO, 1967).